# Art Neville
Art Neville (New Orleans, 17 december 1937 – New Orleans, 22 juli 2019) was een Amerikaans soul-, funk- en gospelzanger en keyboardspeler. Neville is de oudste broer in de groep The Neville Brothers. Tevens is hij bekend van de bands The Hawketts en The Meters.

## Biografie
Neville begon zijn loopbaan als keyboardspeler en zanger (als vervanger van Li'l Millet) in 1955 bij The Hawketts en maakte met deze band hun enige single die een wereldhit werd, "Mardi Grass Mambo", ook al was dit een cover uit de countryscene. In de jaren daarna nam hij enkele solosingles op, zoals "Oooh-Whee Baby" en "Cha Dooky-Doo". Rond 1965 was hij een van de medeoprichters van de band The Meters. Neville werd in 1966 tevens de manager en keyboardspeler van zijn broer Aaron Neville, die een grote hit behaalde met de single "Tell It Like It Is".
Nadat Aaron naar Florida verhuisd was, richtte Neville een nieuwe band op met de naam Art Neville and the Neville Sounds. Hij nodigde zijn andere broer, Cyril, uit mee te spelen, en korte tijd later kwam ook Aaron bij de band. Dit is eigenlijk de voorgeschiedenis van The Neville Brothers, die later, in 1977, opgericht zou worden. Neville beloofde zijn moeder namelijk aan haar sterfbed om “de jongens” bij elkaar te houden. Via hun oom, George Landry, begonnen ze met de wereldbekende band, die aanvankelijk alleen uit de broers Art, Charles, Aaron en Cyril bestond, maar waar later ook Aarons zoon Ivan zich bijvoegde.
Neville was geregeld een sessiemuzikant van onder anderen Labelle (op "Lady Marmalade"), Paul McCartney, Lee Dorsey, Dr. John en Professor Longhair.
In de jaren negentig waren er geruchten dat Neville longontsteking had en ernstig ziek was, maar dit werd nooit bevestigd. Later reisde Neville rond met The Funky Meters, een band bestaande uit oud-leden van The Meters en zijn zoon Ian op gitaar.
Neville bespeelde een Hammond B3. Hij overleed in 2019 op 81-jarige leeftijd in zijn huis in Valence Street in New Orleans.

## Discografie

### The Meters
- The Meters (1969)
- Struttin' (1970)
- Look-Ka Py Py (1970)
- Cabbage Alley (1970)
- Rejuvenation (1974)
- Fiyo On The Bayou (1975)
- The Best of the Meters (1975)
- Trick Bag (1976)
- New Directions (1977)
- Here Come The Metermen (1986)
- Good Old Funky Music (1990)
- The Meters Jam (1992)
- The Original Funkmasters (1992)
- Look-Ka Py Py (1992)
- Uptown Rulers: The Meters Live On The Queen (1992)
- Fundamentally Funky (1994)
- The Meters Anthology - Funkify Your Life (1995)
- The Very Best of the Meters (1997)
- Cresent City Groove Merchants (1999)
- Legendary Meters Vol. 1 (1999)
- Legendary Meters Vol. 2 (1999)
- Kickback (2001)
- The Meters Anthology: The Josie Years (2001)
- Let's Party With the Meters (2001)
- The Essentials : the Meters (2002)
- Too Funky Meters Fiyo at the Fillmore, Vol. 1 (2003)
- Zony Mash (2003)
- At Rozy's (2009)

### The Neville Brothers
- Wild Tchoupitoulas (1976)
- The Neville Brothers (1977)
- Fiyo on the Bayou (1981)
- Nevillization (1984)
- Treacherous Vol. 01 (1986)
- Uptown (1987)
- Yellow Moon (1989)
- Brother's Keeper (1990)
- Treacherous Too Vol. 02 (1992)
- Family Groove (1992)
- Live on Planet Earth (1994)
- Mitakuye Oyasin Oyasin / All My Revelations (1996)
- The Very Best of The Neville Brothers (1997), compilatie
- Valence Street (1999)
- Uptown Rulin' (1999)
- Walkin' In The Shadows Of Life (2004)

### Overig werk
- Dr. John - In the Right Place (1972)
- Dr. John - Desitively Bonnaroo (1974)
- Robert Palmer - Sneakin' Sally through the Alley (1974)
- Labelle - Nightbirds (1974)
- Art Neville - That Old Time Rock 'n' Roll (1987)
- Etta James - Seven Year Itch (1988)
- Daniel Lanois - Acadie (1989)
- Robbie Robertson - Storyville (1991)
- Zachary Richard - Snake Bite Love (1992)
- Edie Brickell - Picture Perfect Morning (1994)